# Ніагарський півострів

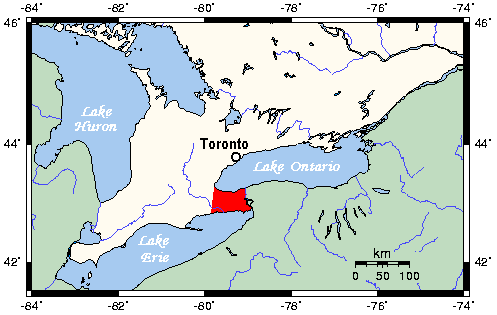
Ніагарський півострів на мапі Південного Онтаріо

Ніагарський півострів (англ. Niagara Peninsula) — частина Південного Онтаріо, Канада, між південним берегом Озеро Онтаріо і північним берегом озера Ері, річкою Ніагара на сході та містом Гамільтон на заході. Населення півострова становить приблизно 1 млн. чоловік. Місцевість при витоці Ніагари з озера Ері відома як Ніагара Фронтір.
До складу регіонального муніципалітету Ніагара входить більшість Ніагарського півострова. Інша частина півострова включає ділянки Гамільтон і графство Галдіманд.

## Історія

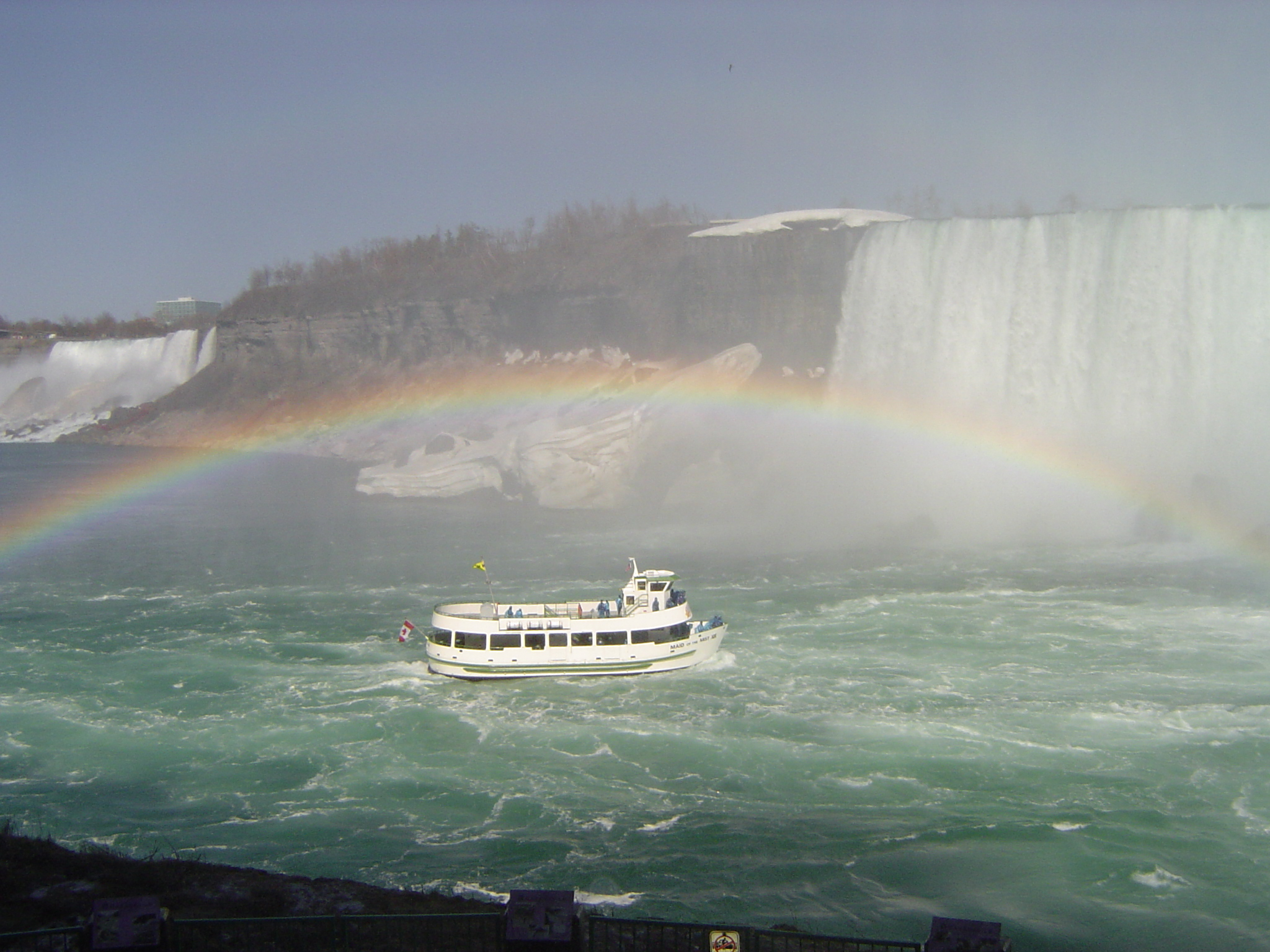
Канадське судно з туристами, поблизу — Ніагарський водоспад

Район спочатку був населений індіанськими племенами-нейтралами (фр. Les Neutres), що вільно торгували між собою та з двома найбільшими смертельно ворогуючими племінними союзами, які проживали навколо Великих озер: гуронами та ірокезами.  З 1650 року в ході «Бобрових війн» ірокезів практично знищили (невеликі залишки втекли на південь — на їх землі лише зрідка заходили рибалки) аж до війни за незалежність США, коли тут почали оселятися лоялісти, які покинули США. Ніагарський півострів був одним з перших серед так званої Верхньої Канади.
Столицею нової колонії стало місто Ніагара-он-да-Лейк. Під час англо-американської війни (1812—1813) було кілька спроб американців взяти стратегічно важливу для перемоги область, але все закінчилося невдачею, в тому числі — через запеклий опір практично всього населення, включаючи французького, індіанського та британських лоялістів.
На першому етапі колонізації на півострові поширилося сільське господарство: важливим компонентом його економіки є понині садівництво й виноградарство — але з плином часу півострів перетворився у промисловий район. Важливу роль відіграли водяний млин, a пізніше — будівництво Велландського каналу (англ. Welland Canal) і гідроелектростанції на Ніагарському водоспаді. Нині навколо Ніагарського водоспаду розвивається туристична галузь.